# Sandgrube am Mahlertshof
Die Sandgrube am Mahlertshof ist ein Naturschutzgebiet in der Gemarkung Burghaun der Gemeinde Burghaun im osthessischen Landkreis Fulda. Bei diesem Naturschutzgebiet handelt es sich um eine etwa 4,38 Hektar große ehemalige Sandgrube (im „Willhards“), auf deren Gebiet „sich heute insgesamt vier verschieden große“ und unterschiedlich tiefe Tümpel/Teiche befinden, „die sich zu Biotopen von besonderer ökologischer Bedeutung entwickelt haben“.

## Lage und Daten
Das Naturschutzgebiet Sandgrube am Mahlertshof liegt westlich bzw. südwestlich von der Kerngemeinde Burghaun und östlich von dem Ortsteil Schlotzau, parallel zur Bundesautobahn 7 und in unmittelbarer Nähe zu der Gehöftgruppe/dem Weiler Malertshof. 
Das ca. 4,38 ha große Gebiet (nach dem Geoportal Hessen 4,44 ha) steht seit dem 26. Mai 1992 unter der Kennung 1631026 unter Naturschutz.

## Flora und Fauna
Das Naturschutzgebiet Sandgrube am Mahlertshof ist eine kleine Tümpel-/Teichlandschaft inmitten eines Mischwaldes. In den flachen Uferzonen wachsen typische Sumpfpflanzen wie zum Beispiel „breit- und schmalblättrige Rohrkolben“, „aufrechte Igelkolben, Mädesüß, Ufer-Wolfstrapp, Sumpfbinse oder flutender Schwaden“.
Die Tümpel/Teiche des Schutzgebietes sind Lebensraum und Laichgewässer zahlreicher Amphibien (zum Beispiel von Erdkröten, Wasserfröschen, Grasfröschen, Teich- und Bergmolchen). „Zudem kommen verschiedene Reptilienarten vor“, „für die Vogelwelt sind die Wasserflächen (..) als Tränke von Bedeutung“ und „zur Zeit des Vogelzugs wird das Gebiet von Limikolen (Watvögel) zuweilen als Rastplatz genutzt“. Neben den genannten Tierpopulationen bieten die Wasserflächen mit der angrenzenden Vegetation einen optimalen Lebensraum für zahlreiche Insekten („vor allem für Tagfalter“).